# Metalist-Stadion
Der Oblasnyj Sportywnyj Komplex (OSK) Metalist (ukrainisch: Обласний Спортивний Комплекс „Металіст“), kurz Metalist-Stadion genannt, in der zweitgrößten ukrainischen Stadt Charkiw war bis 2016 die Spielstätte des Fußballvereins Metalist Charkiw. Im August 2013 übernahm der Verein für 64 Millionen Euro das für 75 Millionen Euro renovierte Stadion vom Oblast Charkiw. Aufgrund des Krieges in der Ostukraine war das Metalist-Stadion von 2017 bis 2020 übergangsweise die Spielstätte des Erstligisten Schachtar Donezk.

## Geschichte

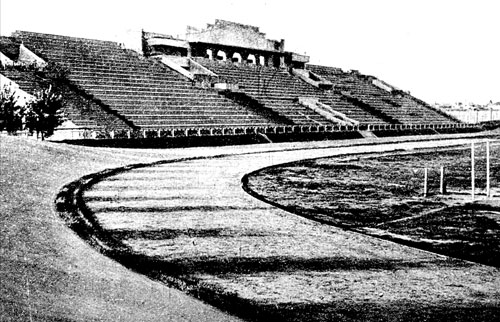
Die Westtribüne in den 1930er Jahren

Die Bauarbeiten am Stadion begannen 1925 im Auftrag von Anastas Mikojan. Am 12. September 1926 wurde das Stadion eröffnet und trug den Namen Traktor-Stadion; da ein lokaler Traktoren-Hersteller den Bau finanziell unterstützte. Zur Einweihung spielte Metalist Charkiw gegen Dnipropetrowsk 2:2 unentschieden. 1949 benannte man es zu Ehren des Bolschewisten Felix Dserschinski in Dserschinski-Stadion um. Im Jahr 1967 bekam es dann seinen heutigen Namen Oblasny SportKomplex (OSK) Metalist; zu dieser Zeit hatte es ein Fassungsvermögen von 10.000 Zuschauern.
Bis zum heutigen Tage durchlief die Sportstätte vier größere Renovierungen. Der erste Umbau betraf die Westtribüne in den Jahren 1966/67. 1970 startete der Bau des Nord- sowie des Südranges und nach vier Jahren Bauzeit hatte das Stadion eine Kapazität von 30.000 Plätzen. Die dritte Baumaßnahme an der Ost- und Südtribüne wurde 1979 in Angriff genommen, aber nach dem Abriss des Südranges auf unbestimmte Zeit verschoben. Erst nach fast zwanzig Jahren im Jahr 1998 wurde der Bau wieder aufgenommen und eine neue Osttribüne gebaut und teilweise ein Südrang errichtet. Der Besucherrekord stammt vom 23. September 1980, als Metalist Charkiw gegen Tawrija Simferopol vor 42.000 Zuschauern spielte.

### Nach dem Umbau für die EM 2012
Für die Fußball-Europameisterschaft 2012 in Polen und der Ukraine wurde die Spielstätte zwischen 2008 und 2009 umfassend renoviert und erhielt eine Kapazität von 41.307 Sitzplätzen. Die Südtribüne wurde fertiggestellt und eine neue Osttribüne errichtet. Die Arena bekam ein neues Dach, das von einer Stahlgerüstkonstruktion getragen wird und alle Ränge überdeckt. Der VIP-Bereich umfasst 438 Plätze, wovon sich 124 in den Logen befinden. Das Flutlicht strahlt mit 2400 Lux auf das Spielfeld, und für die Journalisten sind 600 Arbeitsplätze vorgesehen. Den behinderten Besuchern werden 104 Plätze geboten, davon 30 speziell für Blinde. Auf der Pressetribüne befinden sich 86 Kommentatorenplätze. Eine neue Kunststoff-Laufbahn erhielt das Stadion, wie auch zwei Videoanzeigetafeln und eine Bose-Beschallungsanlage.
Das renovierte Stadion wurde am 5. Dezember 2009, am 50. Geburtstag des Vereinspräsidenten Oleksandr Jaroslawskyj, wiedereröffnet. Die erste Begegnung im umgebauten Stadion war das Meisterschaftsspiel zwischen Metalist Charkiw und Obolon Kiew, das die Mannschaft aus Kiew mit 1:0 gewann.
Charkiw scheiterte mit einer Bewerbung um die Austragung des Eurovision Song Contest 2017 im Metalist-Stadion.
Schachtar Donezk beschloss, nach der Winterpause der Saison 2016/17 seine Heimspiele im Metalist-Stadion zu veranstalten. Der wegen des Krieges in der Ostukraine aus Donezk ausgewichene Club erhoffte sich in Charkiw mehr Zuspruch von den Fans als im westukrainischen Lwiw, wo der Verein in den zweieinhalb Jahren davor spielte. Seit 2020 trägt Schachtar Donezk seine Heimspiele nicht mehr in Charkiw, sondern im Kiewer Olympiastadion aus.

## Fußball-Europameisterschaft 2012
Während der Europameisterschaft fanden in Charkiw drei Vorrundenspiele statt.
| Datum         | Runde    | Heim        | Gast        | Ergebnis  |
| ------------- | -------- | ----------- | ----------- | --------- |
| 9. Juni 2012  | Vorrunde | Niederlande | Dänemark    | 0:1 (0:1) |
| 13. Juni 2012 | Vorrunde | Niederlande | Deutschland | 1:2 (0:2) |
| 17. Juni 2012 | Vorrunde | Portugal    | Niederlande | 2:1 (1:1) |